# The Pet Network
The Pet Network était une chaîne de télévision canadienne spécialisée de catégorie B appartenant à Stornoway Communications. Elle diffuse des émissions de divertissement et d'information sur les animaux de compagnie et les propriétaires d'animaux sous forme de films, documentaires, drames, et émissions informatives.

## Histoire
Après avoir obtenu une licence auprès du CRTC en 2000, The Pet Network a été lancé le 3 décembre 2004.
Après plusieurs années de distribution dans la région de l'Ontario sur le câble, la chaîne a été ajoutée en octobre 2010 sur Shaw Cable et en novembre 2010 sur Shaw Direct.
Elle a mis fin à ses activités le 2 mai 2016.